# Microcercus abyssinicus
Microcercus abyssinicus är en kräftdjursart som beskrevs av Barnard1940. Microcercus abyssinicus ingår i släktet Microcercus och familjen Eubelidae. Inga underarter finns listade i Catalogue of Life.